# Aphidius marvelus
Aphidius marvelus är en stekelart som beskrevs av Chen och Shi 2001. Aphidius marvelus ingår i släktet Aphidius och familjen bracksteklar. Inga underarter finns listade i Catalogue of Life.